# Flugplatz Naknek

i7
i11
i13
Der Flugplatz Naknek (englisch Naknek Airport, IATA-Code: NNK, ICAO-Code: KNKK, FAA-LID: 5NK) ist ein staatlicher vom Alaska Department of Transportation & Public Facilities betriebener, öffentlicher Flugplatz, der sich etwa 2 Kilometer nördlich des zentralen Geschäftsviertels von Naknek im Südwesten des US-Bundesstaats Alaska befindet.
Der Flugplatz Naknek war im National Plan of Integrated Airport Systems (2009–2013) der FAA enthalten, der ihn als Einrichtung der allgemeinen Luftfahrt kategorisierte.

## Einrichtungen und Flugzeuge
Der Flugplatz Naknek verfügt über drei Start- und Landebahnen mit Schotterbelag: 08/26 ist 1950 mal 50 Fuß (594 × 15 m) und 14/32 ist 1850 mal 45 Fuß (564 × 14 m) groß. Außerdem gibt es einen Wasserflugzeuglandeplatz mit der Bezeichnung 08W/26W, der 2000 mal 300 Fuß (610 × 91 m) misst. Die Landebahn für Wasserflugzeuge befindet sich nicht auf dem Flugplatzgelände und ist weder Eigentum des Staates Alaska noch wird sie von ihm betrieben. Der Flugplatz ist unbeaufsichtigt.